# Lobelia platycalyx
Lobelia platycalyx là loài thực vật có hoa trong họ Hoa chuông. Loài này được (F.Muell.) F.Muell. mô tả khoa học đầu tiên năm 1864.